# Punishment 18 Records
Punishment 18 Records ist ein 2006 gegründetes italienisches Musiklabel aus Cossato. Es ist vor allem auf Thrash-Metal-Bands aus dem eigenen Land spezialisiert.
Zu den internationalen Abweichungen aus diesem Muster gehören u. a. die Thrash-Metal-Bands Battery aus Dänemark, In Malice’s Wake aus Australien, Prematory aus Belgien, Running Death aus Deutschland und Warsenal aus Kanada. Stilistisch weichen nur wenige Bands vom Kernrepertoire ab, darunter u. a. die Crossover-Bands Beyond Description und Shock Troopers, die Death-Metal-Band Infernal Death und die Epic-Doom-Band Crimson Dawn.

## Künstler (Auswahl)

### Italienische Bands
- Absinthium
- Adversor
- Algol
- Alkoholizer
- Ancient Dome
- Azrath-11
- Brain Dead
- Burning Nitrum
- Collapse Within
- Coma
- Coram Lethe
- Crimson Dawn
- Edema
- Endovein
- Furious Barking
- Grievers
- Ground Control
- Hammered
- Hatework
- Hellstorm
- H.o.S.
- Inverno
- Lunarsea
- Mad Maze
- Methedras
- Mindwars
- Moonrise
- Nuclear Aggressor
- Penthagon
- Phobic
- Kadavar
- Shock Troopers
- Soul Rape
- Stillness’ Blade
- Subliminal Crusher
- Total Death
- Urto
- Vexed

### Europäische Bands
- Battery
- Bleeding Gods
- Bloodrocuted
- Chronosphere
- Critical Solution
- Hell’s Domain
- Hell’s Thrash Horsemen
- Infernal Death
- Legen Beltza
- Pitiful Reign
- Prematory
- Running Death

### Außereuropäische Bands
- Arkayic Revolt
- Beyond Description
- Envenomed
- Hidden Intent
- In Malice’s Wake
- Untimely Demise
- Warsenal
- Woslom